# Liste de jeux vidéo interdits
Cette liste de jeux vidéo interdits présente les jeux vidéo censurés ou interdits par pays.

## Allemagne
| Nom                                          | Motif |
| -------------------------------------------- | --- |
| 25 to Life                                   | Ultraviolence |
| 50 Cent: Blood on the Sand                   | Ultraviolence |
| 50 Cent: Bulletproof                         | Ultraviolence |
| Army of Two                                  | Ultraviolence |
| Army of Two: The 40th Day                    | Ultraviolence |
| Army of Two: The Devil's Cartel              | Ultraviolence |
| Beat Down: Fists of Vengeance                | Ultraviolence |
| Carmageddon: Max Damage                      | Ultraviolence en rapport avec des incitations et des récompenses |
| Cold Fear                                    | Ultraviolence |
| Cold Winter                                  | Ultraviolence, finalement sorti en version censurée |
| Condemned: Criminal Origins                  | Ultraviolence |
| Condemned 2: Bloodshot                       | Ultraviolence |
| Conflict: Denied Ops                         | Ultraviolence, finalement sorti en version censurée |
| Counter-Strike                               | Ultraviolence (interdit dans les lieux publics) |
| Crackdown                                    | Ultraviolence |
| Crackdown 2                                  | Ultraviolence |
| Criminal Girls 2: Party Favors               | Activité sexuelle impliquant une personne qui est ou semble être un enfant de moins de 18 ans |
| Dead Island                                  | Ultraviolence |
| Dead Island: Riptide                         | Ultraviolence |
| Dead Rising                                  | Ultraviolence |
| Dead Rising 2                                | Ultraviolence |
| Dead Rising 2: Off the Record                | Ultraviolence |
| Dead Rising 3                                | Ultraviolence |
| Dead Rising: Chop Till You Drop              | Ultraviolence |
| Dead Space                                   | Ultraviolence et conséquences psychologiques |
| Dead to Rights                               | Ultraviolence |
| Dead to Rights II                            | Ultraviolence |
| Dead to Rights: Retribution                  | Ultraviolence |
| Doom 3: Resurrection of Evil                 | Ultraviolence |
| Dying Light                                  | Ultraviolence |
| Football Manager                             | Représentations du Bavière et de Basse-Saxe en tant que pays indépendants. L'interdiction sera levée avec l'édition 2019, car elle n'inclura pas la représentation offensive des deux États en tant que pays indépendants. |
| Gal*Gun 2                                    | Représentations sexualisées de personnes qui sont ou semblent être des enfants de moins de 18 ans |
| Gears of War                                 | Ultraviolence |
| Gears of War 2                               | Ultraviolence |
| Golden Axe: Beast Rider                      | Ultraviolence |
| Inversion                                    | Ultraviolence |
| Kane and Lynch 2: Dog Days                   | Ultraviolence, finalement sorti en version censurée |
| Le Parrain: Edition Noire                    | Contrôles imitant la brutalité et l'extorsion |
| Le Parrain 2                                 | Ultraviolence, finalement sorti en version censurée |
| Left 4 Dead                                  | Ultraviolence, finalement sorti en version censurée |
| Left 4 Dead 2                                | Ultraviolence, finalement sorti en version censurée |
| Little Britain: Le Jeu Vidéo                 | Un mini-jeu impliquant l'homophobie en rapport avec des incitations et des récompenses |
| Manhunt                                      | Ultraviolence |
| Manhunt 2                                    | Ultraviolence |
| Medal of Honor: Heroes 2 (Wii)               | Contrôles imitant une arme à feu réelle dans un théâtre de guerre réaliste |
| NARC                                         | Ultraviolence |
| Omega Labyrinth Z                            | Activité sexuelle impliquant une personne qui est ou semble être un enfant de moins de 18 ans |
| Postal                                       | Ultraviolence |
| Postal 2                                     | Ultraviolence |
| Postal III                                   | Ultraviolence |
| Saints Row                                   | Ultraviolence, finalement sorti en version censurée |
| Saints Row 2                                 | Ultraviolence, finalement sorti en version censurée |
| Saints Row: The Third                        | Ultraviolence, finalement sorti en version censurée |
| Scarface: The World is Yours                 | Ultraviolence, finalement sorti en version censurée |
| Sleeping Dogs                                | Ultraviolence, finalement sorti en version censurée |
| Soldier of Fortune: Payback                  | Ultraviolence |
| Splatterhouse                                | Ultraviolence |
| The Club                                     | Ultraviolence |
| The Suffering                                | Ultraviolence, finalement sorti en version censurée |
| The Suffering : Les liens qui nous unissent  | Ultraviolence, finalement sorti en version censurée |
| Tom Clancy's Rainbow Six: Vegas 2            | Ultraviolence en rapport avec des incitations et des récompenses, finalement sorti en version censurée |
| Unreal Championship 2: The Liandri Conflict  | Ultraviolence, finalement sorti en version censurée |
| Valkyrie Drive: Bhikkhuni                    | Activité sexuelle impliquant une personne d'un DLC qui est ou semble être un enfant de moins de 18 ans |
| Vivisector: Beast Within                     | Ultraviolence |
| Wolfenstein 3D                               | Référence au nazisme, finalement sorti en version censurée |
| X-Men Origins: Wolverine (PS3, Xbox 360, PC) | Ultraviolence |

## Arabie saoudite
| Nom                       | Motif                                                                  |
| ------------------------- | ---------------------------------------------------------------------- |
| Jeux vidéo Pokémon        | Promotion de la théorie de l’évolution, du sionisme et du jeu d'argent |
| Senran Kagura             | Sexualité                                                              |
| Valkyrie Drive: Bhikkhuni | Homosexualité et Sexualité                                             |
| The Last of Us Part II    | Homosexualité et thématiques LGBT                                      |

## Australie
En Australie, les jeux vidéo peuvent obtenir une restriction 18+ comme c'est le cas pour les films. Ceci a entrainé de nombreuses censures pour permettre aux jeux d'atteindre le niveau de restriction 15+ et des interdictions pures et simples.
En juin 2012, le gouvernement australien adopte un projet de loi qui modifie les règles de classification, ainsi les jeux estampillés de la norme "R18+" ne sont plus interdits.
| Nom                                             | Motif |
| ----------------------------------------------- | --- |
| 50 Cent: Bulletproof                            | Ultraviolence et cruauté |
| Blitz: The League                               | Possibilité d'utiliser des produits dopants |
| BMX XXX                                         | Sexualité et nudité en rapport avec des incitations et des récompenses                                                                                      |
| Dark Sector                                     | Ultraviolence |
| DayZ                                            | Drogue à effets bénéfiques |
| Fallout 3                                       | Drogue à effets bénéfiques, finalement sorti en version censurée,                                                                                           |
| Grand Theft Auto III                            | Ultraviolence, références à la prostitution, finalement sorti en version censurée,                                                                          |
| Grand Theft Auto: San Andreas                   | Mod Hot Coffee |
| Grand Theft Auto IV                             | Ultraviolence et références sexuelles, finalement sorti en version censurée                                                                                 |
| Grand Theft Auto V                              | Ultraviolence et références sexuelles, finalement sorti en version censurée                                                                                 |
| Left 4 Dead 2                                   | La version originale a été interdite pour ultraviolence et démarcation insuffisante entre humains et zombies La version censurée a néanmoins été autorisée. |
| Leisure Suit Larry: Magna Cum Laude             | Activité sexuelle sous-entendue et nudité partielle ou sous-entendue incluant des personnages stylisés, animés                                              |
| Marc Ecko's Getting Up: Contents Under Pressure | Glorification des graffitis |
| Shellshock 2: Blood Trails                      | Ultraviolence |
| Soldier of Fortune: Payback                     | Ultraviolence, finalement sorti en version censurée, |

## Brésil
| Nom                     | Motif                       |
| ----------------------- | --------------------------- |
| Blood                   | Ultraviolence               |
| Canis Canem Edit        | Violence en milieu scolaire |
| Carmageddon             | Ultraviolence               |
| Counter-Strike          | Ultraviolence               |
| Doom                    | Ultraviolence               |
| Duke Nukem 3D           | Ultraviolence               |
| EverQuest               | Ultraviolence addictive     |
| Mortal Kombat           | Ultraviolence               |
| Postal                  | Ultraviolence               |
| Requiem: Avenging Angel | Ultraviolence               |

## Chine
| Nom                           | Motif |
| ----------------------------- | --- |
| Command and Conquer: Generals | Diffamation portant atteinte à l'image de la Chine et de l'armée chinoise                                                                     |
| Hearts of Iron                | Représentations du Tibet, du Xinjiang et de la Mandchourie en tant que pays indépendants ; représentation de Taïwan sous domination japonaise |
| I.G.I.-2: Covert Strike       | Atteinte à l'image de la Chine et de l'armée chinoise                                                                                         |
| Football Manager              | Représentation du Tibet en tant que pays indépendant                                                                                          |
| Dead Space                    | Ultraviolence |
| Battlefield 4                 | En cause, le DLC China Rising qui est une « invasion culturelle » selon le ministre de la culture chinois                                     |

## Corée du Sud
| Nom                                      | Motif                                                                  |
| ---------------------------------------- | ---------------------------------------------------------------------- |
| Mercenaries: Playground of Destruction   | Scénario basé sur un conflit entre la Corée du Sud et la Corée du Nord |
| Tom Clancy's Ghost Recon 2               | Scénario basé sur un conflit entre la Corée du Sud et la Corée du Nord |
| Tom Clancy's Splinter Cell: Chaos Theory | Scénario basé sur un conflit entre la Corée du Sud et la Corée du Nord |

## Émirats arabes unis
| Nom                       | Motif                                                                           |
| ------------------------- | ------------------------------------------------------------------------------- |
| Darksiders                | Contradiction avec les traditions et les coutumes                               |
| God of War                | Sexualité, violence et destruction de divinités                                 |
| Grand Theft Auto IV       | Contradiction avec les traditions et les coutumes, violence et usage de drogues |
| Grand Theft Auto V        | Contradiction avec les traditions et les coutumes, usage de drogues et violence |
| Heavy Rain                | Sexualité                                                                       |
| The Last of Us Part II    | Homosexualité et thématiques LGBT                                               |
| Mass Effect 2             | Sexualité                                                                       |
| Le Parrain 2              | Sexualité et insultes                                                           |
| Max Payne 3               | Inconnu                                                                         |
| Senran Kagura             | Sexualité                                                                       |
| Valkyrie Drive: Bhikkhuni | Homosexualité et Sexualité                                                      |

## Irak
| Nom                           | Motif                    |
| ----------------------------- | ------------------------ |
| Fortnite Battle Royale        | Incitation à la violence |
| PlayerUnknown's Battlegrounds | Incitation à la violence |

## Iran
| Nom                       | Motif                                                                                   |
| ------------------------- | --------------------------------------------------------------------------------------- |
| Battlefield 3             | Mise en scène d'une attaque de Téhéran par l'armée américaine                           |
| Pokémon Go                | Jeu permettant aux États-Unis d'espionner l'Iran                                        |
| Valkyrie Drive: Bhikkhuni | Homosexualité et sexualité                                                              |
| League of Legends         | Blocage par les États-Unis à la suite de la destruction d'un drone américain par l'Iran |

## Irlande
| Nom       | Motif                               |
| --------- | ----------------------------------- |
| Manhunt 2 | Ultraviolence effrayante et cruauté |

## Japon
| Nom                  | Motif                                                                         |
| -------------------- | ----------------------------------------------------------------------------- |
| Grand Theft Auto III | Interdit dans la préfecture de Kanagawa pour ultraviolence et cruauté         |
| Dead Space           | Ultraviolence                                                                 |
| Grand Theft Auto V   | Ultraviolence et références sexuelles, version censurée finalement autorisée. |

## Mexique
| Nom                                            | Motif                                                                          |
| ---------------------------------------------- | ------------------------------------------------------------------------------ |
| Tom Clancy's Ghost Recon Advanced Warfighter 2 | Interdiction dans l'État de Chihuahua car l'armée mexicaine constitue l'ennemi |

## Nouvelle-Zélande
| Nom            | Motif                                                                             |
| -------------- | --------------------------------------------------------------------------------- |
| Manhunt        | Ultraviolence effrayante et cruauté                                               |
| Postal²        | Contenu (miction, ultraviolence, cruauté...), le posséder est un crime punissable |
| Reservoir Dogs | Ultraviolence et cruauté                                                          |

## Royaume-Uni
| Nom       | Motif                               |
| --------- | ----------------------------------- |
| Manhunt 2 | Ultraviolence effrayante et cruauté |

## Russie
| Nom                            | Motif |
| ------------------------------ | --- |
| Call of Duty: Modern Warfare 2 | Mission "Pas de Russe", cependant après la suppression de la mission dans la version russophone, le jeu fut autorisé. |

## Singapour
| Nom           | Motif                                            |
| ------------- | ------------------------------------------------ |
| Mass Effect   | Saphisme entre une humaine et une extraterrestre |
| The Darkness  | Ultraviolence                                    |
| God of War II | Nudité                                           |